# ローラ・LC90
ローラ・LC90 (Lola LC90) は、ラルースが1990年のF1世界選手権に投入したフォーミュラ1カー。ドライバーは鈴木亜久里、フランス人ドライバーエリック・ベルナールが起用された。決勝最高成績は3位。

## 概要

### 開発
前年型マシンLC89の後継車として開発された。設計者はクリス・マーフィーとジェラール・ドゥカルージュ。エンジンは前年に引き続きランボルギーニV12を搭載、タイヤはグッドイヤーを装着。マーフィーは「LC90の開発はランボルギーニV12の発する熱量と、冷却面の改良が大きなテーマだった。見た目はLC89とほとんど変わらないけどね。」と変更テーマを述べている。
LC90は開幕までに完成が間に合わず、4月20日にイモラ・サーキットで行われた合同テストにてエリック・ベルナールによりシェイクダウンされた。LC89からの変更点はフロントウィング、エグゾーストシステム、燃料タンク容量が増大され、新設計のギヤボックス導入により規定最低重量ギリギリの500kgまで軽量化に成功していると公表された。

### 1990年シーズン
LC90はシーズン序盤2戦で使用されたLC89Bに代わって、第3戦サンマリノGPで投入された。ラルースは前年の獲得ポイントが1ポイントのみであったため、シーズン前半は金曜朝の予備予選への参加が義務付けられていた。しかしそこでは他チームと桁違いの速さを示し、2台とも予備予選不通過は一度も無かった。前年に全戦予備予選落ちという屈辱を味わっていた鈴木亜久里は3戦目の予備予選を通過した後で、「去年は自分の腕がダメなんじゃないかと思うこともあった。でも今年ちゃんとしたマシンに乗れたら予備予選を全部通過出来て、自信が戻りましたよ。」と実感を述べた。ランボルギーニエンジンの開発が進むにつれて予備予選は問題ではなくなり、本予選でもトップ10に加わることができるようになっていった。鈴木亜久里はLC90について「自分とエリック（・ベルナール）のマシンセッティングの好みがかなり似ていて、マシンをセットアップしていくときもやりやすかった。違うのはブレーキの味付けがちょっと違うくらいだった。それで出てくるタイムも2人がすごく近くて、作業が進めやすいですよそういう好循環になると。LC90の元々の性能も良かったし、ランボルギーニのパワーもあってポテンシャルは高かった。問題は完走できる信頼性と、僕が予選のQタイヤの使い方がまだまだ未熟なことくらいですよ。」と乗った当初からその素性を高く評していた。LC90にとって緒戦のサンマリノではマクラーレン、フェラーリ、ウィリアムズ、ベネトンの「4強」に次ぐ位置でロータス勢と競り合いながらの2台ランデブー走行で続くなど期待を持たせた。
第4戦モナコGPでベルナールが6位に入り初ポイントを獲得、第7戦フランスGPではポイントに一歩届かなかったが亜久里7位、ベルナール8位で完走。第8戦イギリスGPではベルナール4位、亜久里6位とダブル入賞、ベルナールに至っては最終盤にベネトンのネルソン・ピケを接戦で追い抜いての4位であり、LC90はこの時点でコンストラクターズランキング5位争いをする好調さを見せた。
トラブルが出なければ確実にトップ10に食い込む性能を見せたが、クラッチ、トランスミッションのトラブルがかなり多く、夏場にはランボルギーニエンジンもトラブルがちになり完走率は低かった。シャシー側ではカナダGPのジル・ヴィルヌーヴ・サーキットでは2台ともセッティングに苦しみ、「ここはシャシーが合わないんだと思う。何をやってもダメな感じ（鈴木）。」とドライバーが状況を述べるコースもあった。第9戦ドイツGPでは初日FPからラジエーター、サスペンション、クラッチ、ギアボックス、最後にはエンジンブローまで発生し、トラブルだらけの1戦となった。
その後も第10戦ハンガリーGPでベルナールが6位、第14戦スペインGPで鈴木亜久里が6位とテクニカルコースでもLC90はポイントを獲得し、第15戦日本GPでは9番グリッドからスタートした亜久里が上位陣（マクラーレン・ホンダおよびフェラーリ）がレースをリタイアした後、ベネトンのネルソン・ピケとロベルト・モレノに次ぐ3位でフィニッシュ。チーム初（ランボルギーニにとっては唯一）の表彰台を獲得した。これはルノーV10を搭載したウィリアムズのリカルド・パトレーゼ、ティエリー・ブーツェンを抑えてのものであった。この時のLC90も予選からセットが決まっており、「朝のウォームアップで、フルタンクでも(1分)45秒を切って44秒台に入れるとは思ってなかった。ウチのクルマは本当に力がありますよ（鈴木）。」と決勝レース前にコメントしていた。
チームは11ポイントを獲得し、コンストラクターズランキング6位でシーズンを終えた。
しかし、ローラの車体を使用しながらコンストラクターを「ラルース」として登録していたことが問題視され、1991年3月にコンストラクターズポイントとランキングを剥奪された（ただし、ドライバーズランキングはそのまま）。一連の動きはこれによりランキングが10位へと上がりFOCAチャーター便による輸送費免除の枠内に入ることが出来るリジェがFISAのジャン＝マリー・バレストルに抗議を訴えたことが発端と報じられた。

## スペック
- 燃料タンク：225 L
- ダンパー：ビルシュタイン
- クラッチ：AP
- ブレーキキャリパー：ブレンボ
- ブレーキディスク・パッド：ブレンボ/カーボンインダストリー
- ホイール：O・Z
- エンジン重量：146 kg
- スパークプラグ：チャンピオン
- フューエルインジェクション：ボッシュ

## F1における全成績
(key) （太字はポールポジション）
| 年   | マシン | タイヤ | No. | ドライバー           | 1   | 2   | 3   | 4   | 5   | 6   | 7   | 8   | 9   | 10  | 11  | 12  | 13  | 14  | 15  | 16  | ポイント | 順位 |
| ---- | ------ | ------ | --- | -------------------- | --- | --- | --- | --- | --- | --- | --- | --- | --- | --- | --- | --- | --- | --- | --- | --- | -------- | ---- |
| 1990 | LC90   | G      |     |                      | USA | BRA | SMR | MON | CAN | MEX | FRA | GBR | GER | HUN | BEL | ITA | POR | ESP | JPN | AUS | 11       | -    |
| 1990 | LC90   | G      | 29  | エリック・ベルナール |     |     | 13  | 6   | 9   | Ret | 8   | 4   | Ret | 6   | 9   | Ret | Ret | Ret | Ret | Ret | 11       | -    |
| 1990 | LC90   | G      | 30  | 鈴木亜久里           |     |     | Ret | Ret | 12  | Ret | 7   | 6   | Ret | Ret | Ret | Ret | 14  | 6   | 3   | Ret | 11       | -    |

- コンストラクターズランキング-位
- ドライバーズランキング13位：エリック・ベルナール（予選最高位8位1回 決勝最高位4位1回）
- ドライバーズランキング12位：鈴木亜久里（予選最高位9位1回 決勝最高位3位1回）

## 参照
1. ↑  新車製作も快調 新生ラルース　グランプリ・エクスプレス '90シーズンオフ号 30頁 山海堂 1990年2月8日発行
2. ↑  From IMOLA 勢ぞろいした新兵器 '90マシン・トレンド LARROUSE LOLA LC90 グランプリ・エクスプレス '90サンマリノGP号 14頁 1990年6月2日発行
3. ↑  AGURI inモナコ グランプリ・エクスプレス '90モナコGP号 1990年6月16日発行
4. ↑  エスポ日記 グランプリ・エクスプレス '90カナダGP号 29頁 1990年6月30日発行
5. ↑  “F1technical - Larrouse”.   www.f1technical.net. 2014年4月11日閲覧。
6. ↑  AGURI in鈴鹿 グランプリ・エクスプレス '90日本GP号 9頁 1990年11月8日発行
7. ↑  エスポ日記 グランプリ・エクスプレス '90オーストラリアGP号 29頁 1990年11月24日発行